# Лазарівка (Баштанський район)
Ла́зарівка (раніше Гофнунґшталь, Гирівка, Горносталь, Хирівка, хутори Ковалевського, Желінських, Неєлецького) — село в Україні, у Казанківській селищній громаді Баштанського району Миколаївської області. Населення становить 45 осіб.
7 (20) листопада 1917 року, відповідно до Третього Універсалу Української Центральної Ради, увійшло до складу Української Народної Республіки. 